# Alfred Duncan
Joseph Alfred Duncan (Accra, 10 de março de 1993) é um futebolista ganês que atua como meia-atacante. Atualmente, joga pelo clube italiano Venezia.